# Ibiá
Ibiá este un oraș în Minas Gerais (MG), Brazilia.